# GW 베이직
GW 베이직(GW-BASIC)은 원래 마이크로소프트가 컴팩을 위해 개발한 베이직의 일종이다. 이름의 GW는 초기 마이크로소프트의 직원이었던 그렉 위튼(Greg Whitten, 별명은 'gee-whiz')의 이름 첫 글자를 딴 것이다.
GW-BASIC는 마이크로소프트/IBM BASICA와 호환성이 있으며, 디스크 기반으로 실행에 IBM PC에 포함된 ROM 베이직의 자원을 필요로 하지 않는다. 마이크로소프트는 GW-BASIC을 IBM PC의 운영 체제 MS-DOS에 기본 포함시켜서 제공했다. 또한 마이크로소프트는 좀 더 빠른 프로그램을 위해 BASCOM이라는 베이직 전용 컴파일러를 판매했다.
초기 마이크로컴퓨터 버전의 베이직 언어들이 그랬던 것처럼, GW-BASIC도 구조화 프로그래밍에 필요한 지역 변수 등의 구조가 없고, 인터프리터형 언어의 특성상 실행 속도가 비교적 느렸으나, 그 뒤로 수많은 그래픽 관련 명령어가 추가되었고, 레코드형 디스크 입출력 부분이 추가·보완되었다.
MS-DOS 5.0 버전 이후로 마이크로소프트는 GW 베이직을 번들로 제공하지 않고, 대신 큐베이직(QBasic)으로 대체했다.

## 기능
IBM BASICA 및 GW-BASIC은 주로 MBASIC 버전 5.x의 포트이지만 IBM PC 하드웨어용으로 특별히 추가된 기능이 있다. BASIC-80 5.x 및 BASICA/GW-BASIC의 일반적인 기능은 다음과 같다.
- WHILE...WEND 루프
- 최대 40자의 변수 이름
- 배열 변수의 시작 인덱스를 0 또는 1로 설정하는 OPTION BASE 문
- 동적 문자열 공간 할당
- 쉼표와 같은 필드 구분 문자를 무시할 수 있는 LINE INPUT
- 기계어 루틴을 실행하기 위한 CALL 문
- CHAIN 및 MERGE 명령
- 토큰화된 바이너리 형식이나 ASCII 텍스트로 프로그램을 저장하는 기능

## 헬로 월드 예제
```
 
10
 
PRINT
 
"Hello, World!"

 
RUN

```

## 명칭
이니셜 "GW"가 무엇을 의미하는지에 대한 몇 가지 이론이 있다. 회사의 BASIC 컴파일러 라인 표준을 개발한 초기 마이크로소프트 직원인 그레그 휘튼(Greg Whitten)은 빌 게이츠가 GW-BASIC이라는 이름을 선택했다고 말한다. 휘튼은 이를 지휘즈 베이직(Gee-Whiz BASIC)이라고 부르며 게이츠가 자신의 이름을 따서 프로그램 이름을 지었는지 여부는 확실하지 않는다. 마이크로소프트 프레스의 마이크로소프트 사용자 설명서에서도 지휘즈 베이직(Gee-Whiz BASIC) 이름으로 참조된다. 수많은 그래픽 명령으로 인해 지휘즈(Gee-Whiz)라는 별명이 붙었을 수도 있다. 이니셜의 기원에 대한 다른 일반적인 이론으로는 "그래픽 및 윈도우", "게이츠, 윌리엄"(당시 마이크로소프트 사장) 또는 "게이츠-휘튼"(프로그램의 두 주요 디자이너)이 있다.

## 같이 보기
- 퀵베이직
- 비주얼 베이직